# Typhlodromips gimanthus
Typhlodromips gimanthus är ett spindeldjur som beskrevs 2001 av John Stanley Beard. Arten ingår i släktet Typhlodromips och familjen Phytoseiidae. Arten förekommer i Australien och inga underarter finns listade i Catalogue of Life.